# T-34
O T-34 é um tanque médio soviético que teve um efeito profundo e duradouro no campo do projeto de tanques. Na sua estreia em 1940, o T-34 possuía uma combinação sem precedentes de poder de fogo, mobilidade, proteção e robustez. Sua arma principal de 76,2 mm de alta velocidade forneceu um aumento substancial no poder de fogo sobre qualquer tanques contemporâneos a seu tempo; Sua blindagem bem inclinada era difícil de penetrar pela maioria das armas anti-tanque da época. Quando foi encontrado pela primeira vez em 1941, o general alemão Ewald von Kleist chamou-o de "o melhor tanque do mundo"  e Heinz Guderian afirmou a "vasta superioridade" do T-34 sobre os tanques alemães existentes no período. Embora sua blindagem e armamento tenham sido superados mais tarde na guerra, ele tem sido frequentemente creditada como o projeto de tanque mais eficaz, eficiente e influente da Segunda Guerra Mundial.
O T-34 foi o sustentáculo das forças blindadas soviéticas durante a Segunda Guerra Mundial. Seu design permitiu que ele fosse continuamente aperfeiçoado para atender às necessidades em constante evolução da Frente Oriental: à medida que a guerra prosseguia, tornava-se mais capaz em suas capacidades e sua produção fora apressada. A indústria soviética acabaria por produzir mais de 80.000 T-34's de todas as variantes, permitindo que números cada vez maiores fossem colocados à medida que a guerra progredia, apesar da perda de dezenas de milhares em combate contra a Wehrmacht alemã. Sendo o substituto de muitos tanques leves e médios no Exército Vermelho, foi o tanque mais produzido da guerra, bem como o segundo tanque mais produzido de todos os tempos (depois de seu sucessor, a série T-54/55 ). Ao todo 44.900 tanques foram perdidos durante a guerra, sendo o tanque com as maiores perdas de todos os tempos. Seu desenvolvimento levou diretamente à série de tanques T-54 e T-55, que por sua vez evoluíram para os últimos T-62 , T-72 e T-90 que formam o núcleo blindado de muitos exércitos modernos.

## Desenvolvimento, projeto e produção

### Origens
Em 1939, os modelos de tanques soviéticos mais numerosos eram o tanque de infantaria T-26 e a série BT de tanques rápidos. O T-26 era lento, projetado para acompanhar o ritmo da infantaria marchado. Os tanques BT eram tanques de cavalaria: rápidos e leves, projetados para a guerra de manobras. Ambos eram desenvolvimentos soviéticos baseados em projetos estrangeiros do início dos anos 1930; o T-26 foi baseado no British Vickers 6-Ton , e os tanques BT foram baseados em um projeto do engenheiro americano J. Walter Christie.
Lições valiosas foram retiradas das batalhas do Lago Khasan e da batalha de tanques de Khalkhin Gol em relação à proteção de blindagem, mobilidade, soldagem de qualidade e canhões principais e estas lições foram incorporadas ao novo tanque T-34, o que representou uma melhoria substancial em relação aos tanques BT e T-26 em todas as quatro áreas. A equipe do engenheiro Mikhail Koshkin completou dois protótipos T-34 em janeiro de 1940. Em abril e maio, eles sofreram uma exaustiva viagem de 2 000 quilômetros de Kharkov até Moscou para uma demonstração para os líderes do Kremlin, nesses testes algumas deficiências foram identificadas e corrigidas.

### Visão Geral
O T-34 tinha uma armadura bem inclinada, um motor relativamente potente e largas pistas. A versão inicial do T-34 possuía uma potente arma de 76,2 mm, popularmente conhecido como T-34/76 (originalmente uma designação alemã na Segunda Guerra Mundial). Em 1944, uma segunda versão iniciou sua produção, o T-34-85, com um canhão maior de 85 mm, a fim de lidar com os novos tanques alemães.
Algumas comparações podem ser feitas entre o T-34 e o tanque norte-americano M4 Sherman. Ambos foram a espinha dorsal de seus respectivos exércitos e ambas as nações distribuíram estes tanques para os seus aliados, que também os utilizaram como esteio de suas próprias formações blindadas. Ambos foram projetados para mobilidade e facilidade de produção e manutenção, sacrificando um pouco de desempenho para alcançar estes desafios. Ambos os chassis foram usados como base para vários outros veículos, como veículos de reparação de blindagem, caça-tanques e artilharia auto propelida. Ambos eram aproximadamente páreos ao tanque médio alemão Panzer IV. Com exceção do T-34/85, nenhum deles era capaz de destruir os tanques pesados alemães, como o Panther ou o Tiger I; para este fim, os soviéticos utilizavam o IS-2 e o Estados Unidos o M26 Pershing.
| Modelo      | T-34 Modelo 1940 | T-34 Modelo 1941 | T-34 Modelo 1942 | T-34 Modelo 1943 | T-43 (protótipo) | T-34-85        | T-44         |
| ----------- | ---------------- | ---------------- | ---------------- | ---------------- | ---------------- | -------------- | ------------ |
| Peso        | 26 ton           | 26,5 ton         | 28,5 ton         | 30,9 ton         | 34 ton           | 32 ton         | 31,9 ton     |
| Canhão      | 76,2 mm L-11     | 76,2 mm F-34     | 76,2 mm F-34     | 76,2 mm F-34     | 76,2 mm F-34     | 85 mm ZiS-S-53 | 100-mm D-10T |
| Munição     | 76 projéteis     | 77 projéteis     | 77 projéteis     | 100 projéteis    |                  | 60 projéteis   | 58 projéteis |
| Combustível | 460 litros       | 460 litros       | 610 litros       | 790 litros       |                  | 810 litros     | 642 litros   |
| Alcance     | 300 km           | 400 km           | 400 km           | 465 km           | 300 km           | 360 km         | 300 km       |
| Blindagem   | 15-45 mm         | 20-52 mm         | 20-65 mm         | 20-70 mm         | 16-90 mm         | 20-90 mm       | 15-120 mm    |
| Custo       |                  | 270 000 rublos   | 193 000 rublos   | 135 000 rublos   |                  | 164 000 rublos |              |

Dimensões, velocidade e potência dos vários modelos não variavam significantemente, exceto pelo T-43, que era mais lento que o T-34.

### Blindagem

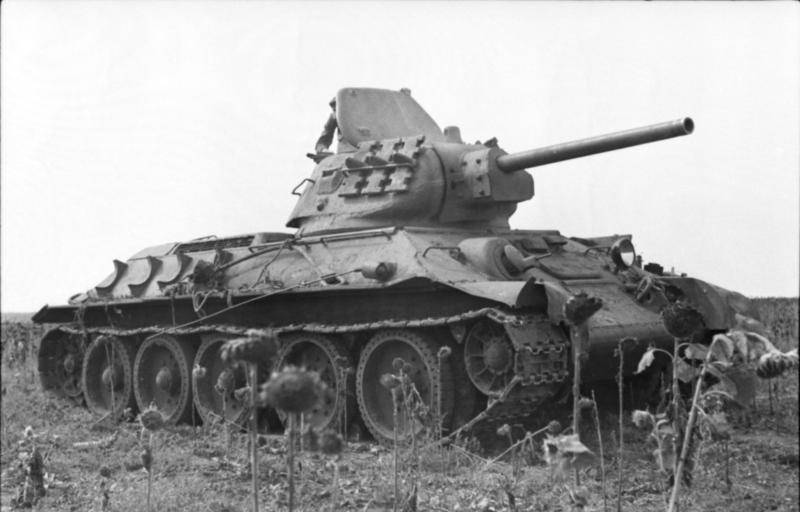
Um T-34 soviético.

O T-34 é um dos tanques mais blindados do mundo até os dia atuais. Além de possuir boa espessura, sua blindagem também é angulada, o que melhorou a proteção que a espessura da blindagem por si só indicaria. Alguns tanques também tinham blindagem extra presa à estrutura de várias espessuras, na carcaça e no canhão. Os tanques modificados foram chamados sekranami (em russo:  с экранами, "com telas").
A USSR doou dois modelos 1941 utilizados em combate aos Estados unidos para testes, no final de 1942. Os experimentos, realizados em Aberdeen Proving Ground, revelaram alguns problemas com a qualidade de construção da blindagem, especialmente nas juntas e soldas, bem como o uso de aço leve combinado com têmpera superficial. Problemas de vazamento também foram notados: "Em chuvas pesadas, muita água flui através das frestas, o que levava à inutilização de equipamentos elétricos e até munição". Os modelos mais antigos do T-34, até 1942, tinham canhões fundidos e a blindagem era mais leve do que em outras partes do tanque, oferecendo pouca resistência às munições 37 mm antiaéreo. Além disso, o exame detalhado do T-34 em Aberdeen mostrou que uma variedade de ligas foram usadas em diferentes partes da blindagem no T-34. Com o prosseguimento da guerra, o T-34 perdeu gradualmente algumas de suas vantagens iniciais. Os alemães responderam o T-34 colocando em campo um grande número de armas antitanque melhoradas, como a arma rebocada de 75 mm, enquanto Tigers armados com o canhão de 88 mm eram geralmente letais.

### Poder de Fogo

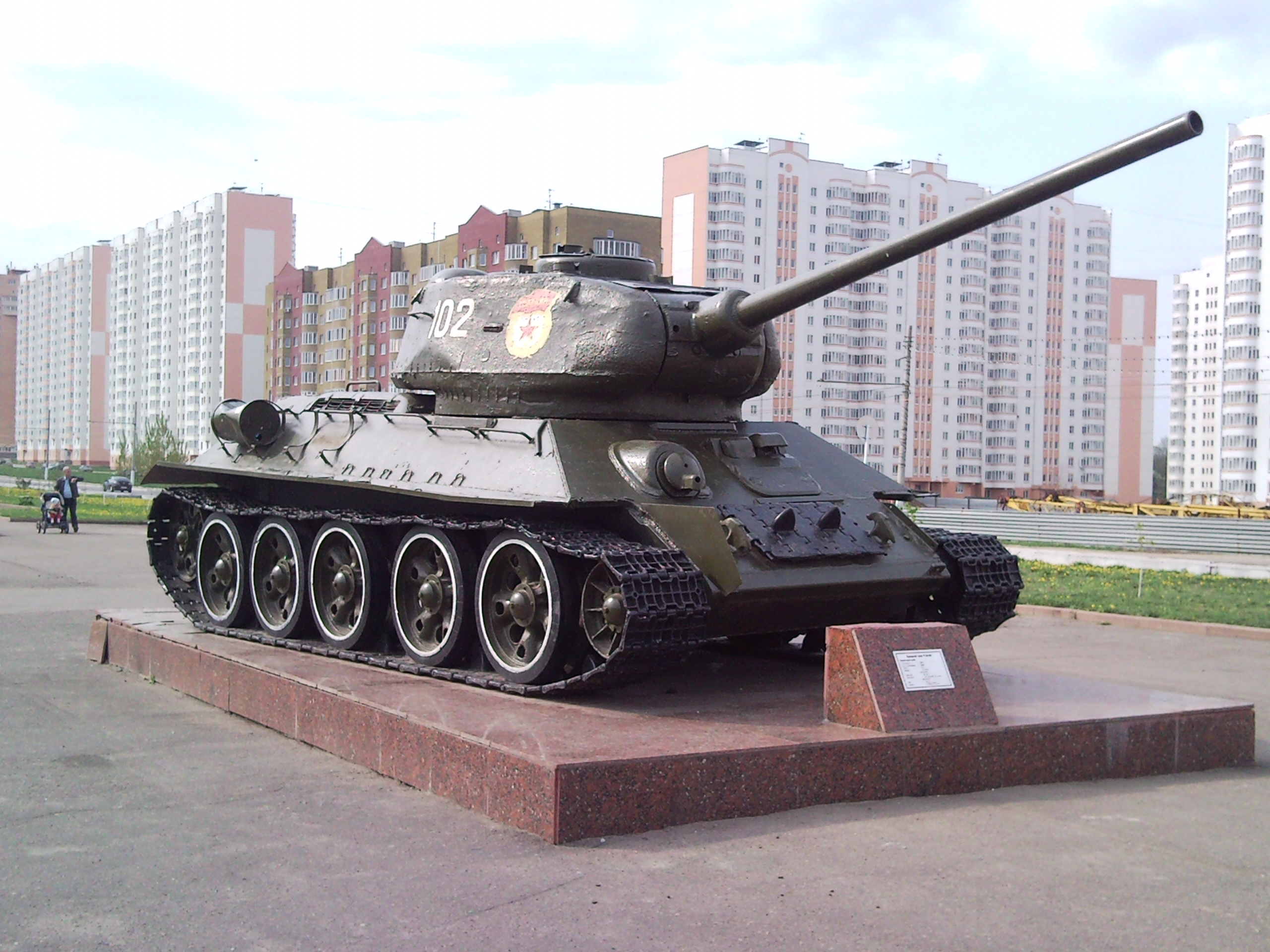
Um T-34-85 com seu canhão de 85 mm.

O canhão F-34 de 76,2 mm (3 pol.), montado na grande maioria dos T-34 produzidos até o começo de 1944, foi capaz de penetrar em qualquer blindagem de tanques alemães em intervalos normais de combate. Ao disparar projéteis APCR , ele poderia perfurar 92 mm de blindagem a 500 m. A mira do canhão e o alcance destes foram bastante rudimentares em termos óticos, especialmente se comparados aos de seus adversários alemães, afetando a precisão e a capacidade de se envolverem em combate.

### Mobilidade
O T-34 foi impulsionado por um motor diesel modelo V-2-34 38.8 L V12 de 500 hp (370 kW), que proporciona uma velocidade máxima de 53 km / h (33 mph). Usava a suspensão Christie de molas helicoidais a mesma da série BT. Durante os invernos de 1941-42 e 1942-43, o T-34 teve uma vantagem marcante sobre os tanques alemães através de sua capacidade de se mover sobre a lama ou neve profunda - especialmente importante nas épocas de lama que ocorrem duas vezes anuais na Rússia - sem se atolar. Além disso, seu sistema de partida do motor pneumático, alimentado por um cilindro de ar comprimido montado dentro da proa do tanque, permaneceu confiável mesmo nas condições mais frias. O Panzer IV, seu equivalente alemão mais próximo naquela época, usava um trilho mais estreito que tendia a afundar em tais condições.

## Variantes

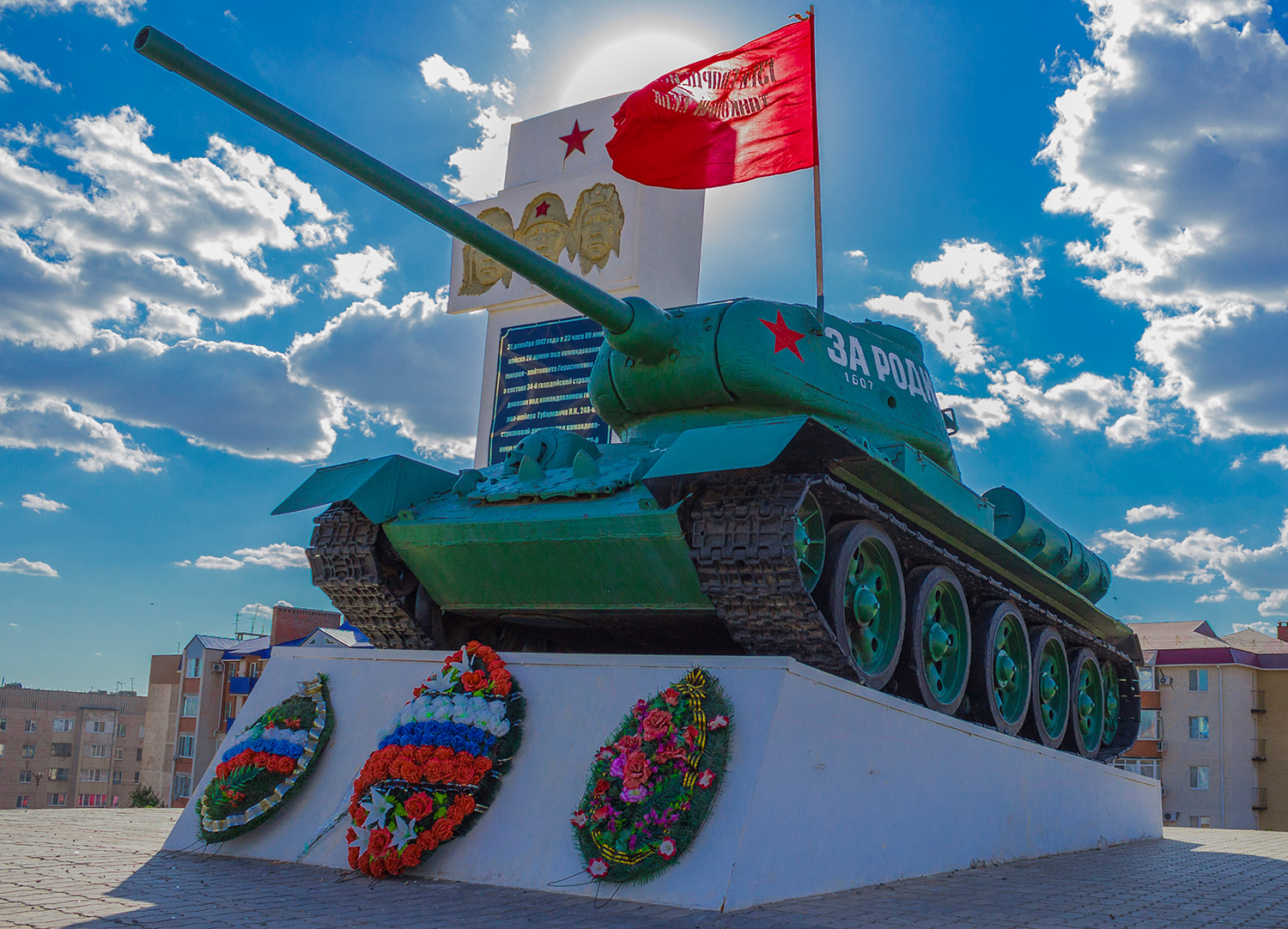
Um T-34 em um memorial aos soldados do 28º Exército Soviético.

- T-34/76A - Modelo produzido de 1940.
- T-34/76B - Modelo produzido de 1941.
- T-34/76C - Modelo produzido de 1942 com blindagem melhorada.
- T-34/76D - Modelo produzido de 1943.
- T-34/76E - Modelo produzido de 1943.
- T-34/76F - Modelo produzido de 1943.
- T-34/85 - Modelo produzido de 1943 com o novo canhão 85mm e uma blindagem levemente mais grossa no chassi.
- T-34-85M - Programa de renovação que introduz o equipamento de direção noturna, combustível adicional e outras modernizações.
- Panzerkampfwagen T-34(r) - T-34 capturados pela Alemanha Nazista.
- T-44 - Modelo produzido de 1944 com modificação na torre, blindagem mais espessa e um canhão de 100 mm.

## Lista de Operadores

Vermelho: ex-operadores; Preto: Operadores atuais

Ao lado temos um mapa representando os países que utilizam ou já utilizaram o T-34 em algum momento nas suas forças armadas.